# Émile Grumiaux
Émile Grumiaux (Boussu, 11 giugno 1861 – Liévin, 18 maggio 1932) è stato un arciere francese.
Partecipò ai giochi della II Olimpiade di Parigi nel 1900 dove vinse la medaglia d'oro nella gara di sulla pertica alla piramide.

## Palmarès
| Anno | Manifestazione | Sede   | Evento                      | Risultato |
| ---- | -------------- | ------ | --------------------------- | --------- |
| 1900 | Olimpiadi      | Parigi | Sulla pertica alla piramide | Oro       |